# Ethmia chrysopyga andalusica
Ethmia chrysopyga andalusica é uma subespécie de insetos lepidópteros, mais especificamente de traças, pertencente à família Elachistidae.
A autoridade científica da subespécie é Staudinger, tendo sido descrita no ano de 1879.
Trata-se de uma subespécie presente no território português.